# اولاف شولتس
اولاف شولْتْس (آلمانی: [ˈo:laf ˈʃɔlts] ()؛ زادهٔ ۱۴ ژوئن ۱۹۵۸) سیاستمدار و صدراعظم اسبق آلمان است که پیش از آن، از ۱۴ مارس ۲۰۱۸ به‌عنوان وزیر دارایی آلمان و معاون صدراعظم آلمان مشغول به‌کار بود. پیش از این نیز، وی از سال ۲۰۱۱ تا ۲۰۱۸ شهردار هامبورگ و در همین زمان در بین سال‌های ۲۰۰۹ تا ۲۰۱۹ معاون رهبر حزب سوسیال دموکرات آلمان بود که در سال ۲۰۲۱ به‌عنوان نامزد پست صدراعظم از طرف حزب سوسیال‌دموکرات در انتخابات فدرال سپتامبر ۲۰۲۱ آلمان انتخاب شد که نهایتاً در ۸ دسامبر ۲۰۲۱ توسط پارلمان آلمان به‌عنوان صدراعظم آلمان انتخاب شد. فرانک والتر اشتاین‌مایر در ۲۶ مارس ۲۰۲۵ او را از این مقام برکنار کرد و گفت تا انتخاب صدراعظم جدید او صدراعظم موقت باشد. خدمت وی در ۶ مه به‌طور رسمی به اتمام رسید.

## زندگی حرفه‌ای
شولتس یک حقوق‌دان است که کار وکالت خود را از سال ۱۹۸۵ با تخصص کار و حقوق استخدامی آغاز کرد. در سال ۱۹۷۰ به حزب سوسیال‌دموکرات آلمان پیوست و از ۱۹۹۸ تا ۲۰۱۱ عضوی از بوندستاگ (مجلس فدرال آلمان) بود. در سال ۲۰۰۱ عضو دولت محلی ایالت هامبورگ تحت رهبری شهردار اوروین رونده شد و سپس در سال ۲۰۰۲ به‌عنوان دبیرکل حزب سوسیال‌دموکرات آلمان انتخاب شد که در کنار رهبر حزب و صدراعظم وقت گرهارد شرودر به فعالیت می‌پرداخت. شولتس بعد از استعفا از مقام دبیرکلی حزب در سال ۲۰۰۴، ناظم حزب خود در بوندستاگ شد و در سال ۲۰۰۷ در دولت اول آنگلا مرکل عهده‌دار مقام وزیر کار و امور اجتماعی آلمان شد. در پی انتخابات فدرال ۲۰۰۹ آلمان که حزب سوسیال‌دموکرات دولت ائتلافی به رهبری آنگلا مرکل و حزب اتحادیه را ترک کرد، شولتس به هامبورگ برگشت و رهبری حزب سوسیال‌دموکرات در شهر هامبورگ را به عهده گرفت و سپس به‌عنوان معاون رهبر حزب انتخاب شد. تحت رهبری او، حزب سوسیال دموکرات آلمان در انتخابات محلی هامبورگ به پیروزی خیره‌کننده‌ای رسید و شولتس به‌عنوان شهردار هامبورگ انتخاب شد که این مقام را تا سال ۲۰۱۸ حفظ کرد.

### دولت چهارم آنگلا مرکل
بعد از موافقت حزب سوسیال دموکرات به شرکت در دولت ائتلافی در دولت چهارم آنگلا مرکل، شولتس هم‌زمان عهده‌دار دو مقام وزیر امور مالی و معاون صدراعظم آلمان شد. شولتس در سال ۲۰۱۹ در تلاشی برای به‌دست گرفتن رهبری حزب سوسیال دموکرات به‌طور مشترک با کلارا گیویتس، نماینده پیشین ایالت براندنبورگ، خود را نامزد مقام رهبری حزب کرد. این زوج با وجود پیروزی در دور نخست رای‌گیری، در دومین دور با ۴۵ درصد آرا از نوربرت والتر-بوریانس و زاسکیا اسکن شکست خوردند. متعاقب این شکست، شولتس از پست معاون حزب سوسیال‌دموکرات کناره‌گیری کرد. در روز ۱۰ اوت ۲۰۲۰ کمیته رهبری حزب، اولاف شولتس را به‌عنوان کاندیدای مقام صدراعظمی آلمان از حزب سوسیال‌دموکرات در انتخابات فدرال سپتامبر ۲۰۲۰ کرد.

### بعد از کناره‌گیری آنگلا مرکل
این سیاستمدار کهنه‌کار آلمانی، بعد از کناره‌گیری آنگلا مرکل از رهبری حزب محافظه‌کار دموکرات مسیحی و سپردن رهبری به آرمین لاشت و با توجه به شکست حزب محافظه‌کار دموکرات مسیحی در انتخابات مجلس فدرال یا همان بوندستاگ در سال ۲۰۲۱ میلادی، به صدراعظمی این کشور رسید.